# Olivier Thomert
Olivier Thomert (* 28. Mai 1980 in Versailles) ist ein französischer Fußballspieler. Derzeit steht der Stürmer beim Primera-División-Vertreter Hércules Alicante unter Vertrag. Der Linksfüßer ist 1,85 m groß und wiegt 80 kg.

## Karriere
Olivier Thomert unterschrieb seinen ersten Profivertrag zur Saison 1999/00 bei Le Mans FC. Der linke Außenstürmer bewies schon in Le Mans seine Treffsicherheit, er erzielte 6 Tore in 44 Spielen. Zur Saison 2002/03 wechselte Thomert für 2 Millionen Euro zum RC Lens. In Lens entwickelte er sich zur Stammkraft und einem Rückhalt der Mannschaft. Er gewann mit Lens 2005 den UI-Cup und qualifizierte sich somit für den UEFA-Cup. Thomert schoss insgesamt 19 Tore in 134 Spielen für Lens. Im Juni 2007 unterschrieb Thomert bei Stade Rennes einen Vertrag, der bis 2011 datiert ist. Der Fußballclub aus der bretonischen Hauptstadt überwies ca. 4,8 Millionen Euro an den RC Lens. In Rennes trug Thomert die Rückennummer 11.
Thomert ist ein sehr technikversierter Spieler, der sich auch durch seine enorme Schnelligkeit auszeichnet. Er bestritt bislang 14 Spiele in den Jugendnationalmannschaften Frankreichs und erzielte dabei 4 Tore.

## Erfolge
- UI-Cup Sieger 2005 mit dem RC Lens